# Барґлув-Дворни
Барґлув-Дворни (пол. Bargłów Dworny) — село в Польщі, у гміні Барглув-Косьцельний Августівського повіту Підляського воєводства.
Населення — 455 осіб (2011).
У 1975-1998 роках село належало до Сувальського воєводства.

## Демографія
Демографічна структура станом на 31 березня 2011 року:
|          | Загалом | Допрацездатний вік | Працездатний вік | Постпрацездатний вік |
| -------- | ------- | ------------------ | ---------------- | -------------------- |
| Чоловіки | 217     | 50                 | 135              | 32                   |
| Жінки    | 238     | 67                 | 110              | 61                   |
| Разом    | 455     | 117                | 245              | 93                   |